# MBD3
MBD3 (англ. Methyl-CpG binding domain protein 3) – білок, який кодується однойменним геном, розташованим у людей на короткому плечі 19-ї хромосоми. Довжина поліпептидного ланцюга білка становить 291 амінокислот, а молекулярна маса — 32 844.
| 10         |  | 20         |  | 30         |  | 40         |  | 50         |
| ---------- |  | ---------- |  | ---------- |  | ---------- |  | ---------- |
| MERKRWECPA |  | LPQGWEREEV |  | PRRSGLSAGH |  | RDVFYYSPSG |  | KKFRSKPQLA |
| RYLGGSMDLS |  | TFDFRTGKML |  | MSKMNKSRQR |  | VRYDSSNQVK |  | GKPDLNTALP |
| VRQTASIFKQ |  | PVTKITNHPS |  | NKVKSDPQKA |  | VDQPRQLFWE |  | KKLSGLNAFD |
| IAEELVKTMD |  | LPKGLQGVGP |  | GCTDETLLSA |  | IASALHTSTM |  | PITGQLSAAV |
| EKNPGVWLNT |  | TQPLCKAFMV |  | TDEDIRKQEE |  | LVQQVRKRLE |  | EALMADMLAH |
| VEELARDGEA |  | PLDKACAEDD |  | DEEDEEEEEE |  | EPDPDPEMEH |  | V          |

A: Аланін

C: Цистеїн

D: Аспарагінова кислота

E: Глутамінова кислота

F: Фенілаланін

G: Гліцин

H: Гістидин

I: Ізолейцин

K: Лізин

L: Лейцин

M: Метіонін

N: Аспарагін

P: Пролін

Q: Глутамін

R: Аргінін

S: Серин

T: Треонін

V: Валін

W: Триптофан

Кодований геном білок за функцією належить до фосфопротеїнів. 
Задіяний у таких біологічних процесах, як транскрипція, регуляція транскрипції, альтернативний сплайсинг. 
Білок має сайт для зв'язування з ДНК. 
Локалізований у ядрі, хромосомах.